# 加勒比女海盗2：斯塔涅蒂的报复
《加勒比女海盗2：斯塔涅蒂的报复》（英語：Pirates II: Stagnetti's Revenge，或译为《加勒比女海盗2》、《女海盗》）是2005年色情片《加勒比女海盗》的续集。《加勒比女海盗》的导演约恩再次担纲本片的编剧和导演。
在第一部有着出色表现的湯米·岡恩、潔西·珍、史蒂芬·聖克羅伊和 伊凡·史東在续集中依然出演原来的角色。另外还有貝拉多娜、莎夏·葛蕾、Jenna Haze和班·英格利許等人加盟本片。
该片于2008年9月27日以DVD和蓝光光盘的形式发布，并以R级片的形式上映。